# Alopecosa xilinensis
Alopecosa xilinensis este o specie de păianjeni din genul Alopecosa, familia Lycosidae, descrisă de Peng et al., 1997. Conform Catalogue of Life specia Alopecosa xilinensis nu are subspecii cunoscute.